# My Little Pony: Rainbow Roadtrip
My Little Pony: Rainbow Roadtrip (prt: My Little Pony: Em Busca do Arco-Íris; bra: My Little Pony: A Viagem da Rainbow) é um especial de televisão estadunidense e irlandês de 2019, baseado na série animada My Little Pony: A Amizade É Mágica. O especial tem 60 minutos de duração. Ao contrário de A Amizade É Mágica, não foi produzido por DHX Media Vancouver, em vez disso por Boulder Media Limited na Irlanda.
O especial foi exibido em 29 de junho de 2019 no Discovery Family. No Brasil, foi exibido em 27 de julho de 2019 no Discovery Kids, às 18:55. Em Portugal, foi exibido em 15 de agosto de 2023 no Canal Panda, às 18:30.

## Enredo
Rainbow Dash é a convidada de honra do Festival do Arco-Íris de Hope Hollow. Ao chegar ao local, o grupo das Mane 6 descobre que o evento foi cancelado anos atrás e que a cidade foi dominada por um misterioso feitiço.

## Elenco
- Tara Strong como Twilight Sparkle
  - Rebecca Shoichet como Twilight Sparkle (voz cantante)
- Ashleigh Ball como Rainbow Dash e Applejack
- Andrea Libman como Pinkie Pie e Fluttershy
  - Shannon Chan-Kent como Pinkie Pie (voz cantante)
- Tabitha St. Germain como Rarity
  - Kazumi Evans como Rarity (voz cantante)
- Cathy Weseluck como Spike
- Ian Hanlin como Prefeito Sunny Skies
- Kelly Metzger como Petunia Petals
- Rhona Rhees como Torque Wrench
- Terry Klassen como Moody Root
- Racquel Belmonte como Kerfuffle
- Michael Daingerfield como Sr. Hoofington
- Veena Sood como Sra. Hoofington
- Sabrina Pitre como Barley Barrel
- David Kaye como Pickle Barrel

## Mercadoria
Um pacote de coleções da linha de brinquedos tie-in, intitulado "Rainbow Tail Surprise", foi anunciado em 2019 na Toy Fair em Nova Iorque. Este pacote estará disponível em algum momento no terceiro trimestre de 2019.

## Transmissão
Rainbow Roadtrip recebeu uma blindagem privada no Odeon Cinema, que pré-estreou em 23 de maio de 2019, e estreou em 29 de junho de 2019 no Discovery Family. No Brasil, estreou em 27 de julho de 2019 no Discovery Kids. O especial também irá estrear na Netflix em uma data posterior.